# Seo Jang-hoon
Seo Jang-hoon (Seúl, 3 de junio de 1974) es un exjugador de baloncesto surcoreano. Jugó profesionalmente durante 15 años en su país y representó a Corea del Sur en la Copa Mundial de Baloncesto de 1994 y de 1998. Con 2,07 metros de altura, actuaba en la posición de pívot. Tras su retiro del deporte competitivo, Seo se convirtió en una personalidad de televisión de su país.

## Carrera como baloncestista

### Juvenil
Durante su niñez, Seo practicó béisbol. Sin embargo, a raíz de su elevada altura, en 1988 comenzó a jugar al baloncesto. Habiéndose destacado en el equipo de la Escuela Whimoon, Seo intentó jugar en los San José State Spartans de la División I de la NCAA de Estados Unidos, pero, por cuestiones reglamentarias, se vio imposibilitado de hacerlo. Becado finalmente por la Universidad Yonsei, estudió allí para convertirse en profesor de educación física y jugó con el equipo de la institución en el campeonato nacional de baloncesto universitario. 
Seo formó parte de un destacado quinteto apodado "Cinco Águilas Hermanas", el cual fue muy exitoso compitiendo y provocó que miles de jóvenes se interesaran por el deporte del mismo modo en que se interesaban por los artistas masivos.

### Profesional
El pívot se presentó al draft de la KBL de 1998, siendo seleccionado por los Cheongju SK Knights. En su temporada como debutante, terminó como el máximo anotador y reboteador del certamen. Al año siguiente, durante la temporada 1999-2000, se consagraría campeón del torneo, siendo además reconocido como el MVP de las finales. 
En 2002 fichó con los Seul Samsung Thunders, permaneciendo allí hasta 2007 (en la temporada 2005-06 volvió a coronarse campeón de la KBL). 
Luego de un conflictivo paso por el Jeonju KCC Egis, entre 2008 y 2011 integró el plantel de los Incheon Electroland Elephants. 
Sus últimos dos años como jugador profesional transcurrieron en el Changwon LG Sakers y en el Suwon KT Sonicboom.

### Selección nacional
Seo jugó con los seleccionados juveniles de baloncesto de Corea del Sur, cerrando su participación con los mismos en el Campeonato Mundial de Baloncesto Sub-22 Masculino de 1993.
Luego de ello pasaría a integrarse a la selección mayor, con la que jugaría hasta 2006. Estuvo presente en dos ediciones de la Copa Mundial de Baloncesto: Canadá 1994 y Grecia 1998. Asimismo fue integrante del combinado coreano que conquistó el título en el Campeonato FIBA Asia de 1997 y la medalla de oro en los Juegos Asiáticos de 2002, como también de otros grupos que avanzaron a fases finales en diversos torneos regionales.

## Carrera como personalidad de televisión
A partir de 2014 el exjugador de baloncesto comenzó a aparecer regularmente en diversos programas de televisión en Corea del Sur. Ha sido parte del elenco de Knowing Bros, Fantastic Duo y Five Cranky Brothers entre otros.
En 2020 protagonizó Handsome Tigers, un programa de telerrealidad transmitido en SBS que versaba acerca de la creación de un equipo de baloncesto. Allí también participaron los actores Lee Sang-yoon, Cha Eun-woo, Yoo Seon-ho, Seo Ji-seok y Lee Tae-sun entre otros.